# Griswoldia robusta
Griswoldia robusta là một loài nhện trong họ Zoropsidae.
Loài này thuộc chi Griswoldia. Griswoldia robusta được Eugène Simon miêu tả năm 1898.